# Lijst van personen overleden in september 2012
Dit is een lijst van bekende personen die zijn overleden in september 2012.

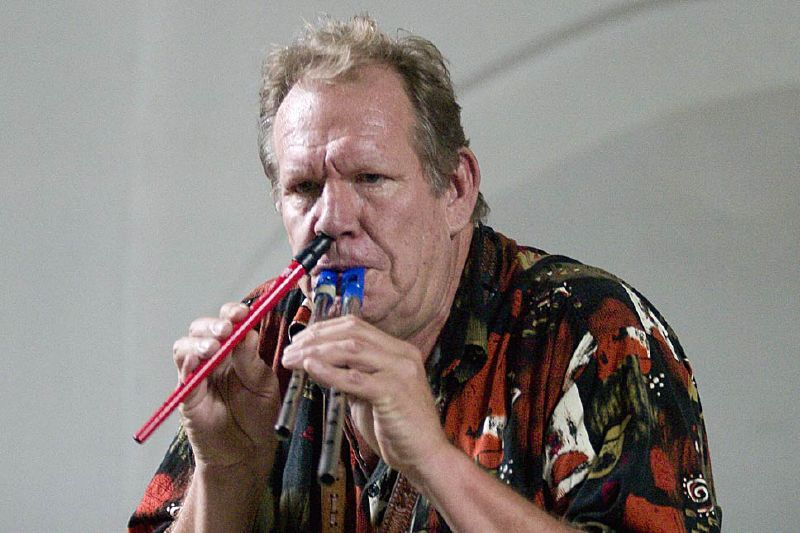
Sean Bergin
1 september

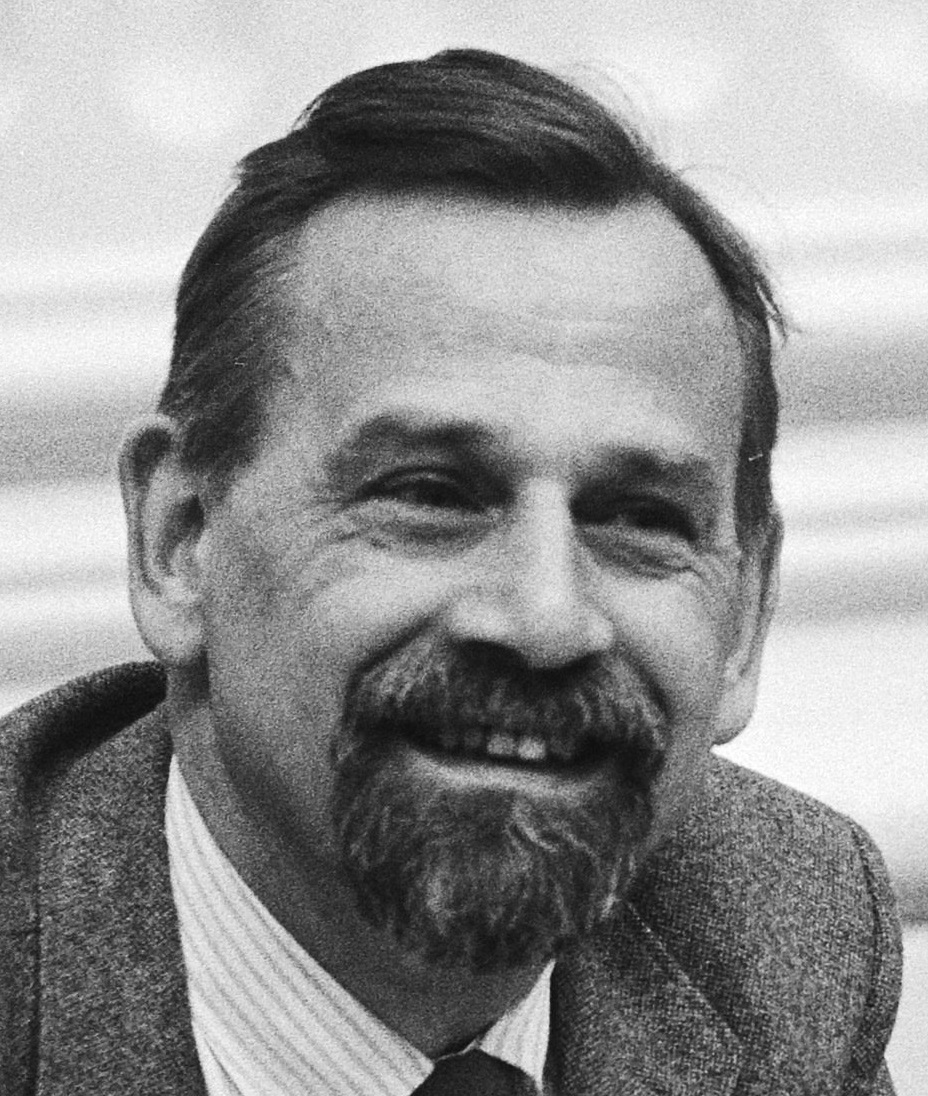
Jaap Scherpenhuizen
2 september

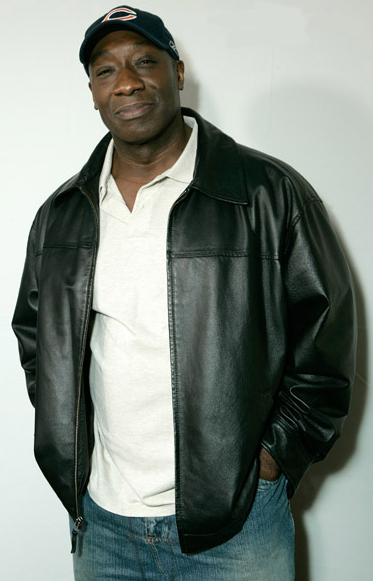
Michael Clarke Duncan
3 september

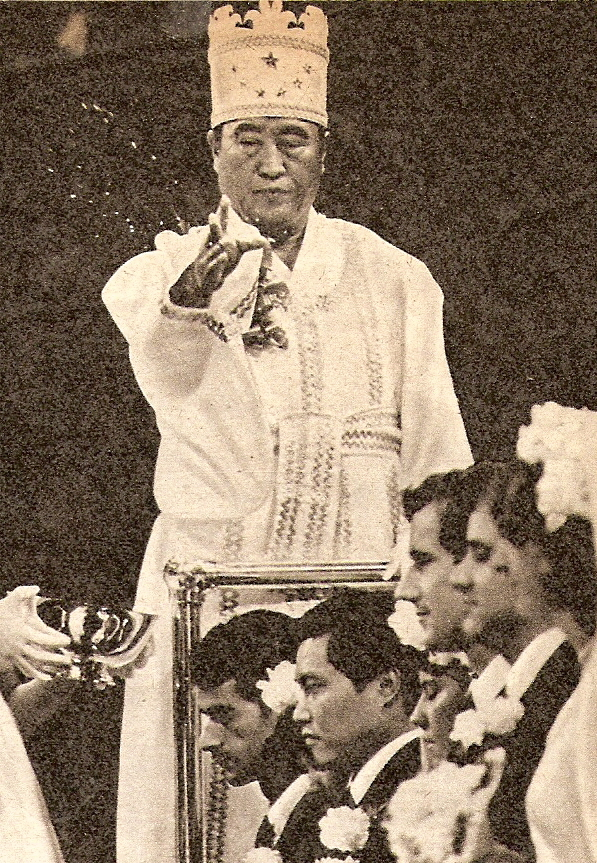
Sun Myung Moon
3 september

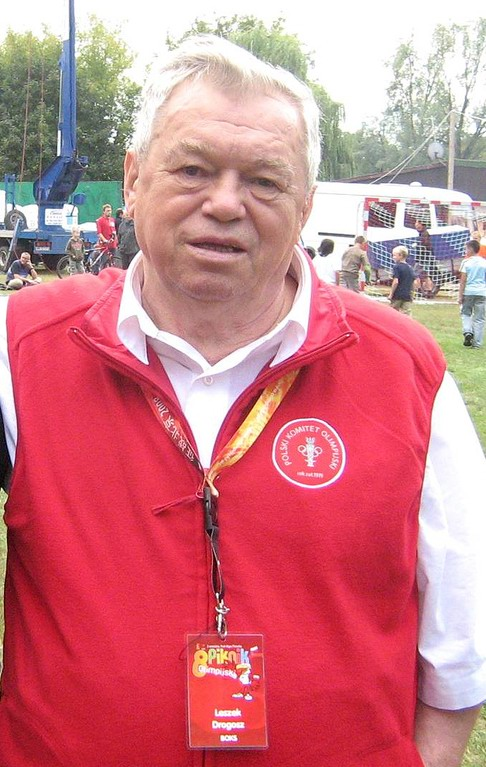
Leszek Drogosz
6 september

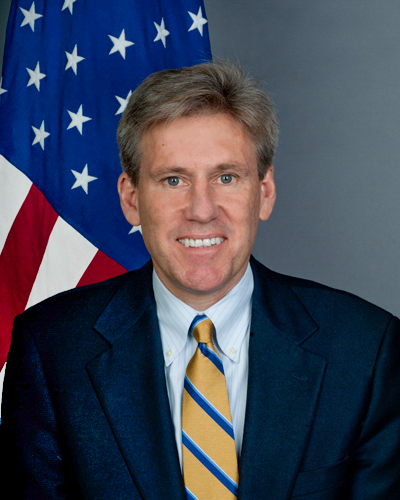
Christopher Stevens
12 september

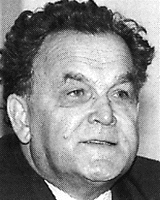
Otto Stich
13 september

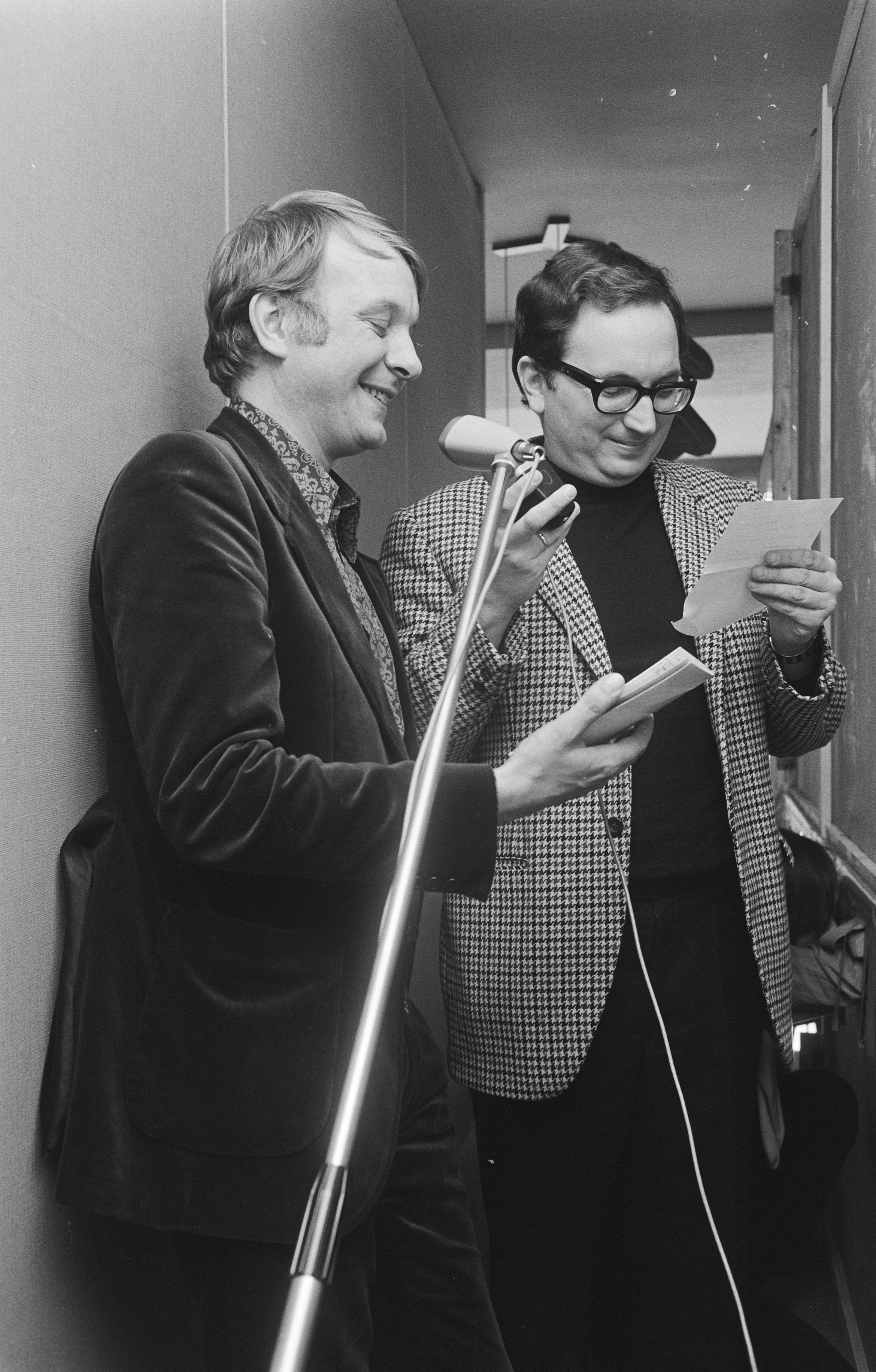
Ger Smit
14 september

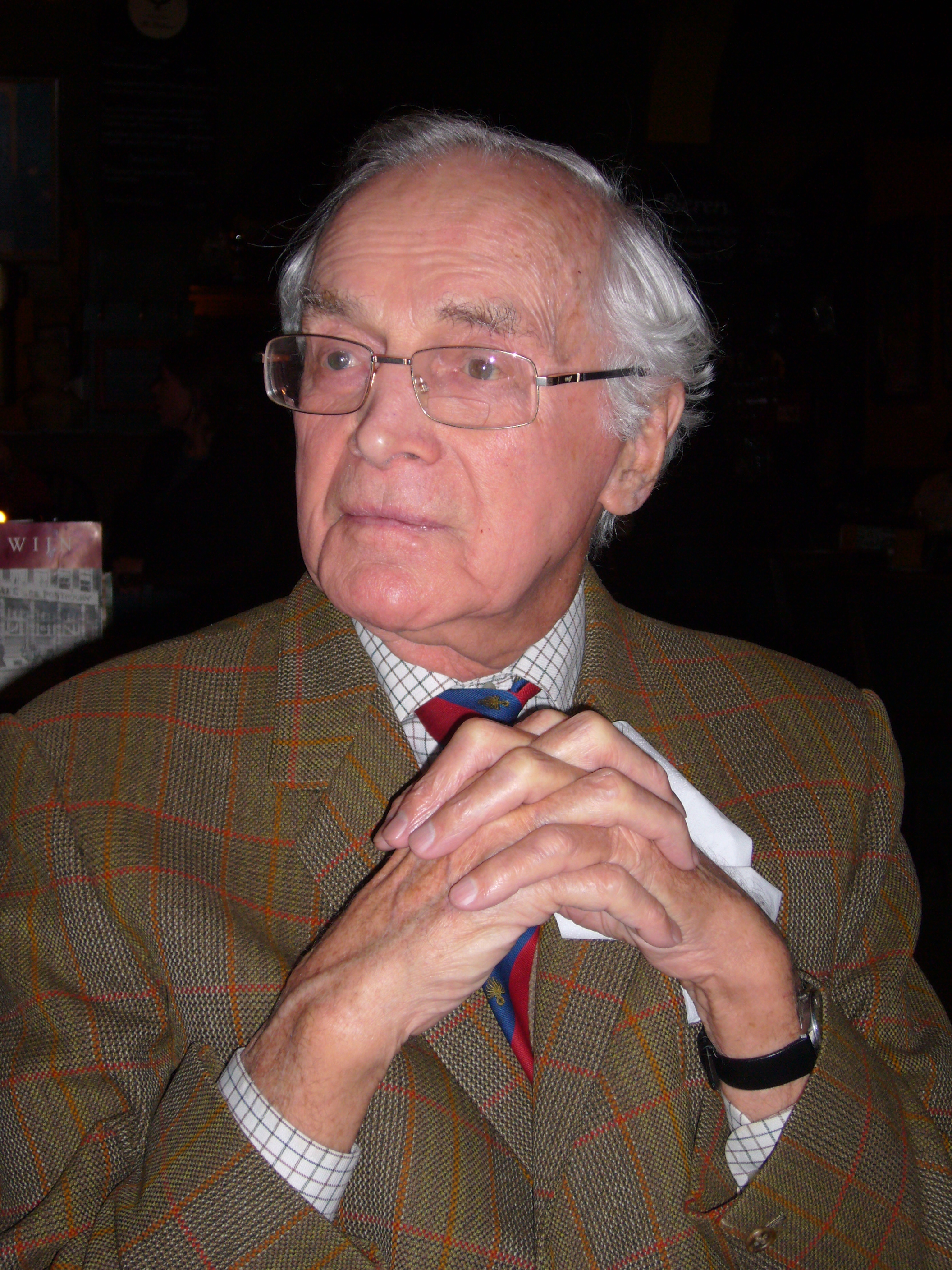
Pierre Louis d'Aulnis de Bourouill
16 september

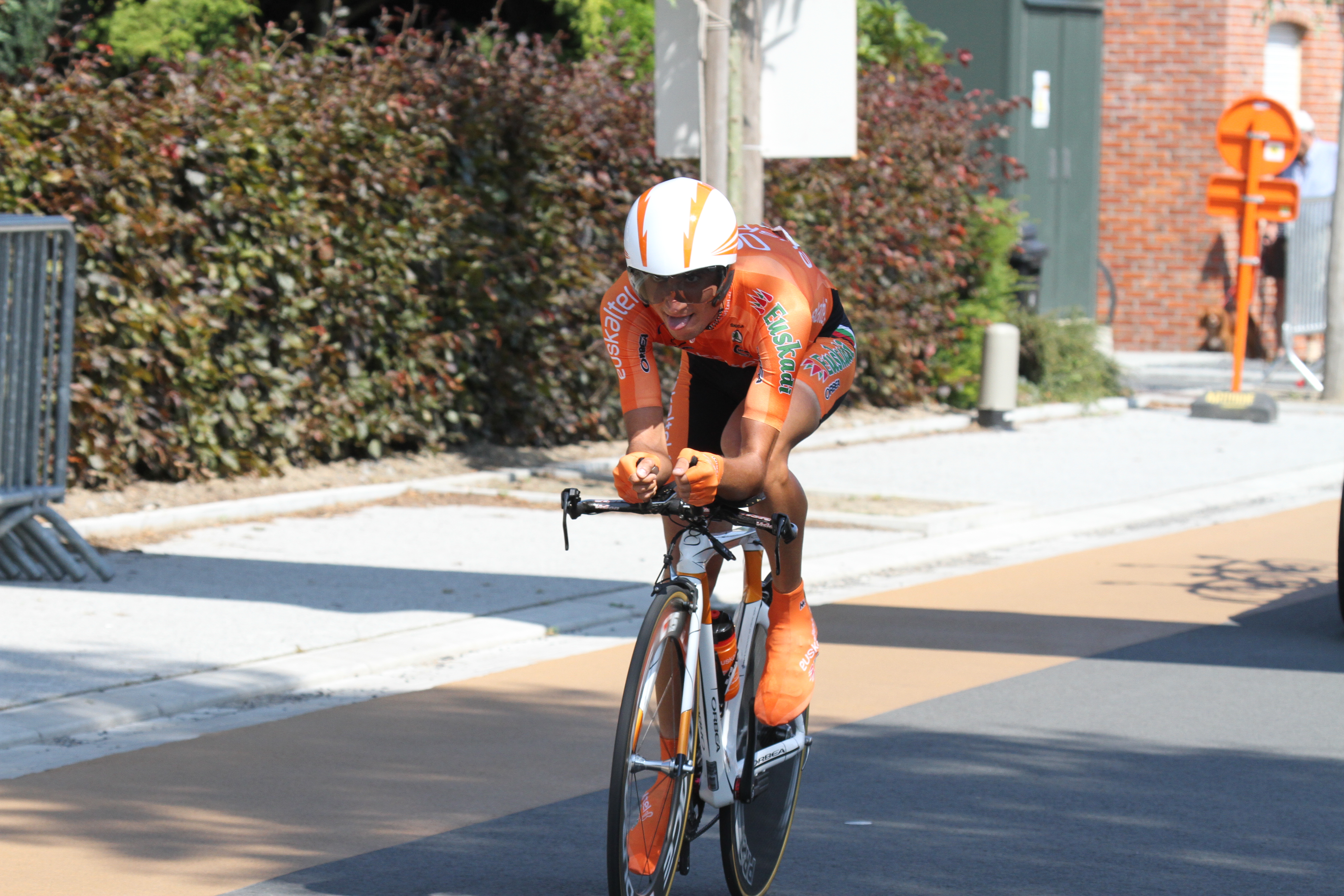
Víctor Cabedo
19 september

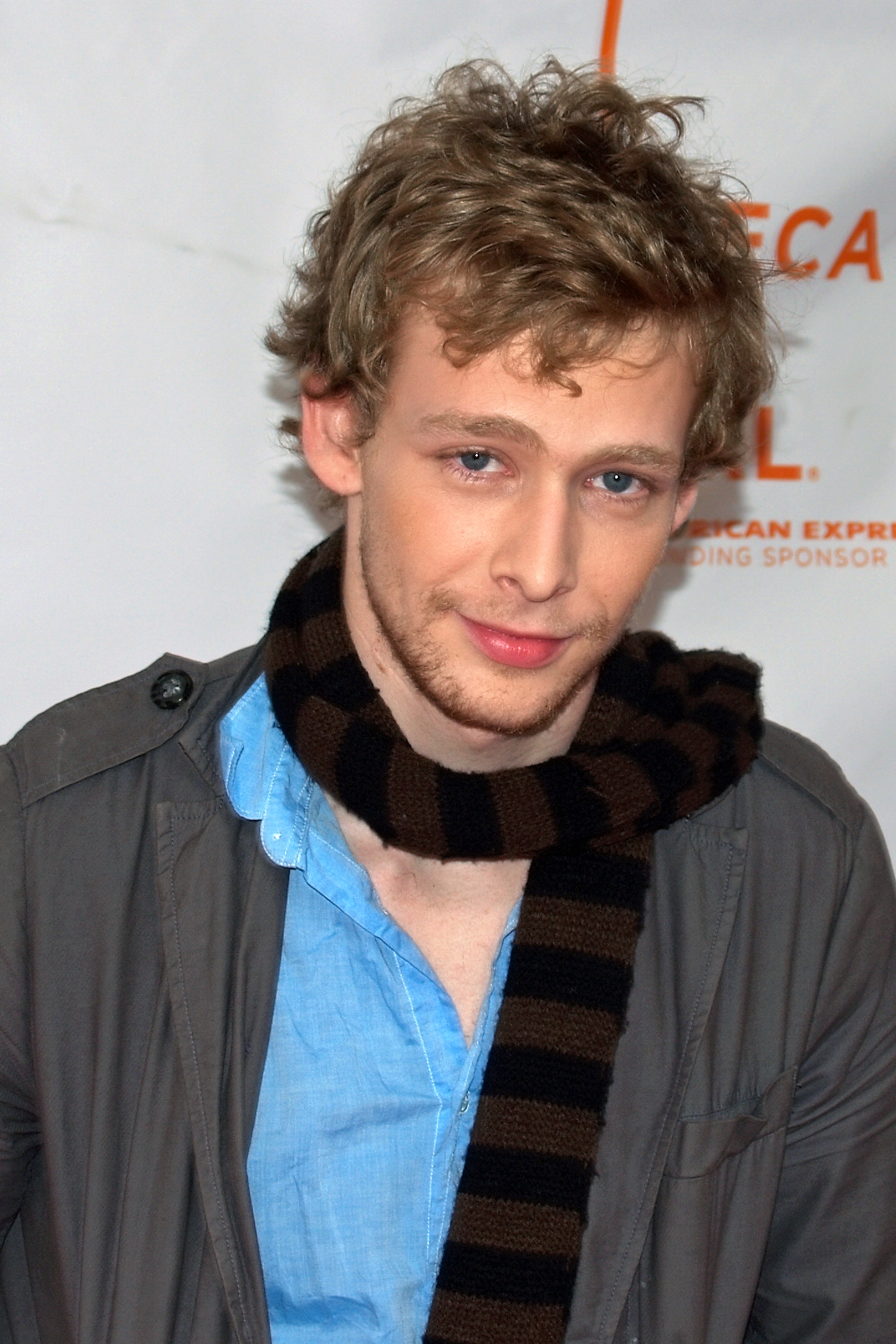
Johnny Lewis
26 september

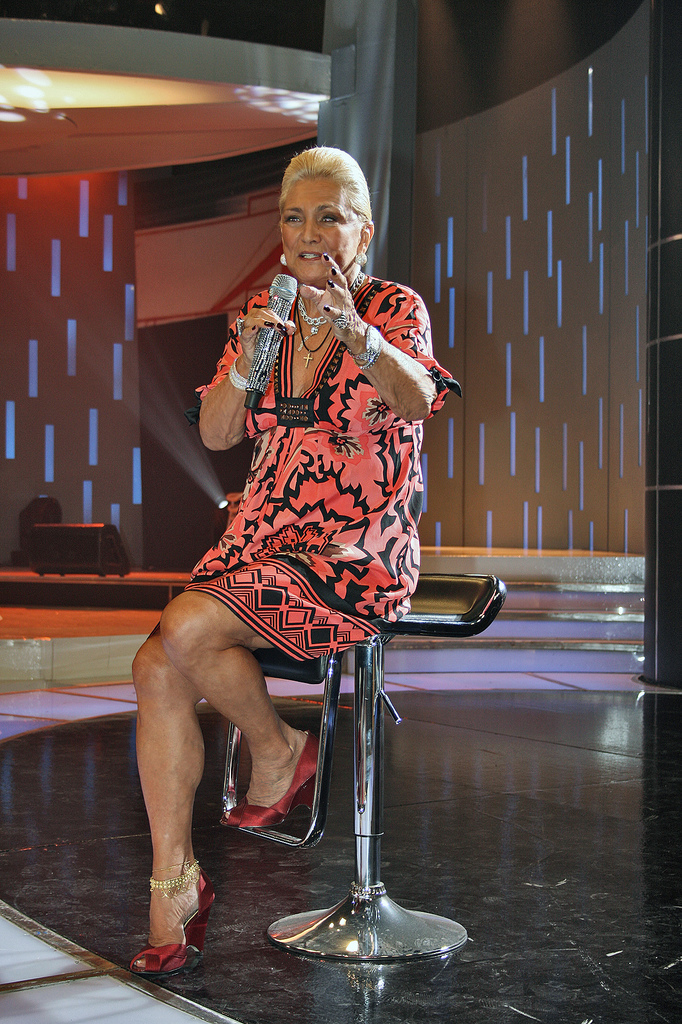
Hebe Camargo
29 september

| 1 | 2 | 3 | 4 | 5 | 6 | 7 | 8 | 9 | 10 | 11 | 12 | 13 | 14 | 15 | 16 | 17 | 18 | 19 | 20 | 21 | 22 | 23 | 24 | 25 | 26 | 27 | 28 | 29 | 30 |
| - | - | - | - | - | - | - | - | - | -- | -- | -- | -- | -- | -- | -- | -- | -- | -- | -- | -- | -- | -- | -- | -- | -- | -- | -- | -- | -- |

### 1 september
- Sean Bergin (64), Zuid-Afrikaans-Nederlands jazzmusicus en bandleider[1]
- Alex Cassiers (76), Belgisch acteur[2]
- Françoise Collin (84), Belgisch schrijfster, filosofe en feministe[3]
- Hal David (91), Amerikaans liedjesschrijver[4]
- Ira Marvin (83), Amerikaans televisiefilmproducent[5]
- Arnoldo Putzu (85), Italiaans filmposterartiest[6]

### 2 september
- Mark Abrahamian (46), Amerikaans popgitarist[7]
- Badal Das (48), Bengalees voetballer[8]
- Emmanuel Nunes (71), Portugees componist[9]
- Maggie Ross (63), Brits blueszangeres[10]
- Jaap Scherpenhuizen (78), Nederlands politicus en oud-staatssecretaris[11]

### 3 september
- Griselda Blanco (69), Colombiaans-Amerikaans drugsbarones[12]
- Michael Clarke Duncan (54), Amerikaans acteur[13]
- Jean Fanis (88), Belgisch jazzmuzikant[14]
- Piero Farulli (92), Italiaans violist[15]
- Sun Myung Moon (92), Koreaans religieus leider[16]

### 4 september
- Gion Antoni Derungs (76), Zwitsers componist[17]
- Stef Grit (64), Nederlands directeur[18]
- Lillian Lopez (76), Amerikaans discozangeres[19]
- Albert Marre (87), Amerikaans regisseur[20]

### 5 september
- Maria Becker (92), Duits-Zwitsers actrice en regisseur[21]
- Christian Marin (83), Frans acteur[22]
- Joe South (72), Amerikaans zanger en songwriter[23]

### 6 september
- Leszek Drogosz (79), Pools bokser en acteur[24]
- Jake Eberts (71), Canadees filmproducent[25]
- Willem Ennes (65), Nederlands toetsenist en muziekproducent[26]
- Jerome Kilty (90), Amerikaans theateracteur[27]
- Terry Nutkins (66), Brits naturalist en televisiepresentator[28]
- Annie Veldhuijzen (87), Nederlands zwemster[29]

### 7 september
- César Fernández Ardavín (90), Spaans regisseur[30]
- Eugenie Boer, Nederlands kunsthistorica en museumconservator[31]
- Leo Bomhof (64), Nederlands Statenlid[32]
- Francisco Fernandez Fernandez (111), oudste persoon van Spanje en Europa[33]
- Aleksandr Maksimenkov (60), Russisch voetballer[34]
- Dorothy McGuire (84), Amerikaans zangeres[35]
- Kemal Merkit (52), Turks motorcoureur[36]
- Wouter Vaarkamp (23), Nederlands motorcoureur[37]

### 8 september
- Adolf Bechtold (86), Duits voetballer[38]
- Peter Hussing (64), Duits bokser[39]
- André Kempinaire (83), Belgisch politicus[40]
- Bill Moggridge (69), Brits Amerikaans ontwerper, bedenker laptop[41]
- Thomas Szasz (92), Hongaars wetenschapper en psychiater[42]

### 9 september
- Désiré Letort (69), Frans wielrenner[43]
- Ron Taylor (78), Australisch haaienexpert en onderwaterfilmer[44]
- Ron Tindall (76), Engels voetballer[45]

### 10 september
- Vondell Darr (93), Amerikaans actrice[46]
- Sven Harmsen (51), Nederlands springruiter[47]
- Lance LeGault (75), Amerikaans acteur[48]
- Stanley Long (78), Brits filmmaker, schrijver en uitgever[49]

### 11 september
- Sergio Livingstone (92), Chileens voetbaldoelman en journalist[50]

### 12 september
- Jon Finlayson (74), Australisch acteur[51]
- Derek Jameson (82), Brits journalist en radiopresentator[52]
- Tom Sims (62), Amerikaans snowboardpionier en -stuntman[53]
- J. Christopher Stevens (52), Amerikaans ambassadeur van Libië[54]
- Sid Watkins (84), Brits neuroloog en arts in de Formule 1[55]

### 13 september
- Peter Lougheed (84), Canadees politicus[56]
- Claudine Mawby (90), Brits actrice[57]
- Obe Postma (62), Nederlands hockeycoach[58]
- Otto Stich (85), Zwitsers politicus[59]
- Joop van Tellingen (67), Nederlands paparazzo en glamourfotograaf[60]

### 14 september
- Rees van Diepen (86), Nederlands fotografe[61]
- Stephen Dunham (48), Amerikaans acteur[62]
- Winston Rekert (63), Canadees acteur[63]
- Jochem Royaards (69), Nederlands acteur en regisseur[64]
- Louis Simpson (89), Amerikaans dichter[65]
- Ger Smit (79), Nederlands (stem)acteur[66]

### 15 september
- Arthur Magugu (78), Keniaans politicus[67]
- Pierre Mondy (87), Frans acteur en regisseur[68]
- Nevin Spence (22), Noord-Iers rugbyspeler[69]

### 16 september
- Pierre Louis d'Aulnis de Bourouill (93), Nederlands verzetsstrijder en artillerieofficier[70]
- John Ingle (84), Amerikaans acteur[71]
- Ragnhild van Noorwegen (82), Noors prinses[72]
- Jan Rorije (65), Nederlands voetballer[73]
- Friedrich Zimmermann (87), Duits politicus[74]

### 18 september
- Santiago Carrillo (97), Spaans politicus en veteraan van de Spaanse Burgeroorlog[75]
- Jorge Manicera (73), Uruguayaans voetballer[76]
- André Spoor (81), Nederlands journalist en hoofdredacteur[77]
- Brian Woolnough (63), Brits sportjournalist[78]

### 19 september
- Bernhard Behrens (85), Brits-Canadees acteur[79]
- Víctor Cabedo (23), Spaans wielrenner[80]
- Rino Ferrario (85), Italiaans voetballer[81]
- Kitty Janssen (82), Nederlands actrice[82]
- Paul Kurpershoek (55), Nederlands presentator, radiojournalist en predikant[83]
- Charlie Richardson (78), Brits maffiabaas[84]

### 20 september
- Fortunato Baldelli (77), Italiaans kardinaal[85]
- Robert G. Barrett (66), Australisch schrijver[86]
- Herbert Rosendorfer (78), Duits jurist en schrijver[87]

### 21 september
- Henry Bauchau (99), Belgisch schrijver[88]
- Jose Curbelo (95), Cubaans jazzmuzikant[89]
- Sven Hassel (95), Deens schrijver[90]
- Michael Rye (94), Amerikaans stemacteur[91]
- Mike Sparken (Michel Poberejsky) (82), Frans autocoureur[92]
- Sjoerd Westra (71), Nederlands slagwerker en muziekpedagoog[93]

### 22 september
- Jan Hendrik van den Berg (98), Nederlands auteur, psychiater en cultuurcriticus[94]
- Claude Bonmariage (67), Belgisch politicus[95]
- Marcel Hanoun (82), Frans cineast, schrijver en fotograaf[96]

### 23 september
- Pavel Grachev (64), Russisch generaal en minister[97]
- Ira Miller (71), Amerikaans acteur[98]
- Corrie Sanders (47), Zuid-Afrikaans bokser[99]

### 24 september
- Thilakan (77), Indiaas acteur[100]
- Bruno Bobak (88), Pools-Canadees kunstschilder[101]

### 25 september
- Neşet Ertaş (74), Turks zanger[102]
- Alonso Lujambio (50), Mexicaans politicoloog en minister[103]
- Andy Williams (84), Amerikaans zanger[104]

### 26 september
- John Bond (79), Brits voetballer[105]
- Johnny Lewis (28), Amerikaans acteur[106]

### 27 september
- Herbert Lom (95), Brits acteur[107]
- Ted Boy Marino (72), Italiaans acteur[108]
- Piet Sanders (100), Nederlands kunstverzamelaar, jurist en hoogleraar[109]
- Frank Wilson (71), Amerikaans zanger en platenproducer[110]

### 28 september
- Juan Baena (62), Spaans voetballer[111]
- Eddie Bert (90), Amerikaans jazzmuzikant[112]
- Larry Cunningham (74), Iers countryzanger[113]
- Michael O'Hare (60), Amerikaans acteur[114]
- Pierluigi Vigna (79), Italiaans antimaffiaprocureur[115]

### 29 september
- Roelf Bolt (42), Nederlands schrijver[116]
- Hebe Camargo (83), Braziliaans actrice, zangeres en televisiepresentatrice[117]
- Edgar Külow (87), Duits acteur[118]
- Yvonne Mounsey (93), Zuid-Afrikaans-Amerikaans glamourdanseres[119]
- Liborio Noval (78), Cubaans fotograaf en uitgever[120]
- Arthur Ochs Sulzberger (86), Amerikaans krantenuitgever[121]

### 30 september
- Turhan Bey (90), Oostenrijks-Amerikaans acteur[122]
- Claude Brulé (86), Frans scenarioschrijver en acteur[123]
- Barry Commoner (95), Amerikaans bioloog, politicus en professor[124]
- Barbara Ann Scott (84), Canadees kunstschaatsster[125]
- Boris Šprem (56), Kroatisch politicus[126]
- Joseph Willigers (81), Nederlands missiebisschop[127]

1900 ·
1901 ·
1902 ·
1903 ·
1904 ·
1905 ·
1906 ·
1907 ·
1908 ·
1909 ·
1910 ·
1911 ·
1912 ·
1913 ·
1914 ·
1915 ·
1916 ·
1917 ·
1918 ·
1919 ·
1920 ·
1921 ·
1922 ·
1923 ·
1924 ·
1925 ·
1926 ·
1927 ·
1928 ·
1929 ·
1930 ·
1931 ·
1932 ·
1933 ·
1934 ·
1935 ·
1936 ·
1937 ·
1938 ·
1939 ·
1940 ·
1941 ·
1942 ·
1943 ·
1944 ·
1945 ·
1946 ·
1947 ·
1948 ·
1949 ·
1950 ·
1951 ·
1952 ·
1953 ·
1954 ·
1955 ·
1956 ·
1957 ·
1958 ·
1959 ·
1960 ·
1961 ·
1962 ·
1963 ·
1964 ·
1965 ·
1966 ·
1967 ·
1968 ·
1969 ·
1970 ·
1971 ·
1972 ·
1973 ·
1974 ·
1975 ·
1976 ·
1977 ·
1978 ·
1979 ·
1980 ·
1981 ·
1982 ·
1983 ·
1984 ·
1985 ·
1986 ·
1987 ·
1988 ·
1989 ·
1990 ·
1991 ·
1992 ·
1993 ·
1994 ·
1995 ·
1996 ·
1997 ·
1998 ·
1999 ·
2000 ·
2001 ·
2002 ·
2003 ·
2004 ·
2005 ·
2006 ·
2007 ·
2008 ·
2009 ·
2010 ·
2011 ·
2012 ·
2013 ·
2014 ·
2015 ·
2016 ·
2017 ·
2018 ·
2019 ·
2020 ·
2021 ·
2022 ·
2023 ·
2024 ·
2025